# Gran Premio di superbike di Buriram 2017
Il Gran Premio di superbike di Buriram 2017 è stato la seconda prova su tredici del campionato mondiale Superbike 2017, disputato l'11 e 12 marzo sul circuito di Buriram, in gara 1 ha visto la vittoria di Jonathan Rea davanti a Chaz Davies e Tom Sykes, lo stesso pilota si è ripetuto anche in gara 2, davanti a Tom Sykes e Marco Melandri. Gara 2 è stata disputata in due parti; è stata interrotta dopo 4 giri con bandiera rossa e poi ripartita sulla distanza di 16 giri.
La vittoria nella gara valevole per il campionato mondiale Supersport 2017 è stata ottenuta da Federico Caricasulo.

## Risultati

### Gara 1

#### Arrivati al traguardo
| Pos. | Nº | Pilota               | Squadra                     | Motocicletta      | Giri | Tempo     | Griglia | Punti |
| ---- | -- | -------------------- | --------------------------- | ----------------- | ---- | --------- | ------- | ----- |
| 1º   | 1  | Jonathan Rea         | Kawasaki Racing             | Kawasaki ZX-10R   | 20   | 31'16.125 | 1º      | 25    |
| 2º   | 7  | Chaz Davies          | Aruba.it Racing - Ducati    | Ducati Panigale R | 20   | +6.279    | 5º      | 20    |
| 3º   | 66 | Tom Sykes            | Kawasaki Racing             | Kawasaki ZX-10R   | 20   | +8.165    | 2º      | 16    |
| 4º   | 33 | Marco Melandri       | Aruba.it Racing - Ducati    | Ducati Panigale R | 20   | +8.239    | 3º      | 13    |
| 5º   | 60 | Michael van der Mark | Pata Yamaha                 | Yamaha YZF R1     | 20   | +11.384   | 6º      | 11    |
| 6º   | 22 | Alex Lowes           | Pata Yamaha                 | Yamaha YZF R1     | 20   | +14.862   | 4º      | 10    |
| 7º   | 81 | Jordi Torres         | Althea BMW Racing           | BMW S 1000 RR     | 20   | +26.035   | 10º     | 9     |
| 8º   | 2  | Leon Camier          | MV Agusta Reparto Corse     | MV Agusta 1000 F4 | 20   | +31.755   | 11º     | 8     |
| 9º   | 69 | Nicky Hayden         | Red Bull Honda              | Honda CBR1000RR   | 20   | +33.305   | 14º     | 7     |
| 10º  | 6  | Stefan Bradl         | Red Bull Honda              | Honda CBR1000RR   | 20   | +35.208   | 16º     | 6     |
| 11º  | 12 | Javier Forés         | Barni Racing                | Ducati Panigale R | 20   | +35.428   | 8º      | 5     |
| 12º  | 88 | Randy Krummenacher   | Kawasaki Puccetti Racing    | Kawasaki ZX-10R   | 20   | +38.865   | 13º     | 4     |
| 13º  | 32 | Lorenzo Savadori     | Milwaukee Aprilia           | Aprilia RSV4 RF   | 20   | +39.869   | 9º      | 3     |
| 14º  | 21 | Markus Reiterberger  | Althea BMW Racing           | BMW S 1000 RR     | 20   | +40.140   | 12º     | 2     |
| 15º  | 40 | Román Ramos          | Kawasaki Go Eleven          | Kawasaki ZX-10R   | 20   | +47.407   | 19º     | 1     |
| 16º  | 15 | Alex De Angelis      | Pedercini Racing SC-Project | Kawasaki ZX-10R   | 20   | +57.203   | 15º     |       |
| 17º  | 84 | Riccardo Russo       | Guandalini Racing           | Yamaha YZF R1     | 20   | +1'00.996 | 17º     |       |
| 18º  | 37 | Ondřej Ježek         | Grillini Racing             | Kawasaki ZX-10R   | 20   | +1'05.330 | 18º     |       |

#### Ritirati
| Nº | Pilota          | Squadra           | Motocicletta    | Giri | Griglia |
| -- | --------------- | ----------------- | --------------- | ---- | ------- |
| 50 | Eugene Laverty  | Milwaukee Aprilia | Aprilia RSV4 RF | 19   | 7º      |
| 86 | Ayrton Badovini | Grillini Racing   | Kawasaki ZX-10R | 6    | 20º     |

### Gara 2

#### Arrivati al traguardo
| Pos. | Nº | Pilota              | Squadra                     | Motocicletta      | Giri | Tempo     | Griglia | Punti |
| ---- | -- | ------------------- | --------------------------- | ----------------- | ---- | --------- | ------- | ----- |
| 1º   | 1  | Jonathan Rea        | Kawasaki Racing             | Kawasaki ZX-10R   | 16   | 25'02.029 | 1º      | 25    |
| 2º   | 66 | Tom Sykes           | Kawasaki Racing             | Kawasaki ZX-10R   | 16   | +4.078    | 2º      | 20    |
| 3º   | 33 | Marco Melandri      | Aruba.it Racing - Ducati    | Ducati Panigale R | 16   | +4.195    | 3º      | 16    |
| 4º   | 22 | Alex Lowes          | Pata Yamaha                 | Yamaha YZF R1     | 16   | +10.005   | 4º      | 13    |
| 5º   | 81 | Jordi Torres        | Althea BMW Racing           | BMW S 1000 RR     | 16   | +14.733   | 10º     | 11    |
| 6º   | 7  | Chaz Davies         | Aruba.it Racing - Ducati    | Ducati Panigale R | 16   | +16.972   | 5º      | 10    |
| 7º   | 69 | Nicky Hayden        | Red Bull Honda              | Honda CBR1000RR   | 16   | +20.543   | 14º     | 9     |
| 8º   | 12 | Javier Forés        | Barni Racing                | Ducati Panigale R | 16   | +24.283   | 8º      | 8     |
| 9º   | 40 | Román Ramos         | Kawasaki Go Eleven          | Kawasaki ZX-10R   | 16   | +24.864   | 19º     | 7     |
| 10º  | 21 | Markus Reiterberger | Althea BMW Racing           | BMW S 1000 RR     | 16   | +26.008   | 12º     | 6     |
| 11º  | 15 | Alex De Angelis     | Pedercini Racing SC-Project | Kawasaki ZX-10R   | 16   | +27.599   | 15º     | 5     |
| 12º  | 84 | Riccardo Russo      | Guandalini Racing           | Yamaha YZF R1     | 16   | +34.800   | 17º     | 4     |
| 13º  | 37 | Ondřej Ježek        | Grillini Racing             | Kawasaki ZX-10R   | 16   | +47.090   | 18º     | 3     |
| 14º  | 86 | Ayrton Badovini     | Grillini Racing             | Kawasaki ZX-10R   | 16   | +47.695   | 20º     | 2     |
| 15º  | 50 | Eugene Laverty      | Milwaukee Aprilia           | Aprilia RSV4 RF   | 16   | +1'21.916 | 7º      | 1     |

#### Ritirati
| Nº | Pilota             | Squadra                  | Motocicletta      | Giri | Griglia |
| -- | ------------------ | ------------------------ | ----------------- | ---- | ------- |
| 2  | Leon Camier        | MV Agusta Reparto Corse  | MV Agusta 1000 F4 | 10   | 11º     |
| 88 | Randy Krummenacher | Kawasaki Puccetti Racing | Kawasaki ZX-10R   | 5    | 13º     |
| 6  | Stefan Bradl       | Red Bull Honda           | Honda CBR1000RR   | 5    | 16º     |

### Supersport

#### Arrivati al traguardo
| Pos. | Nº  | Pilota              | Squadra                      | Motocicletta     | Giri | Tempo     | Griglia | Punti |
| ---- | --- | ------------------- | ---------------------------- | ---------------- | ---- | --------- | ------- | ----- |
| 1º   | 64  | Federico Caricasulo | GRT Yamaha                   | Yamaha YZF R6    | 17   | 28'11.733 | 7º      | 25    |
| 2º   | 24  | Decha Kraisart      | Yamaha Thailand Racing       | Yamaha YZF R6    | 17   | +0.793    | 4º      | 20    |
| 3º   | 66  | Niki Tuuli          | Kallio Racing                | Yamaha YZF R6    | 17   | +3.164    | 13º     | 16    |
| 4º   | 100 | Thitipong Warokorn  | Kawasaki Puccetti Racing     | Kawasaki ZX-6R   | 17   | +7.564    | 18º     | 13    |
| 5º   | 77  | Kyle Ryde           | Kawasaki Puccetti Racing     | Kawasaki ZX-6R   | 17   | +7.698    | 10º     | 11    |
| 6º   | 78  | Hikari Ōkubo        | CIA Landlord Insurance Honda | Honda CBR600RR   | 17   | +8.823    | 8º      | 10    |
| 7º   | 32  | Sheridan Morais     | Kallio Racing                | Yamaha YZF R6    | 17   | +10.532   | 14º     | 9     |
| 8º   | 41  | Aiden Wagner        | Gemar Team Lorini            | Honda CBR600RR   | 17   | +19.051   | 16º     | 8     |
| 9º   | 26  | Kazuki Watanabe     | Kawasaki Go Eleven           | Kawasaki ZX-6R   | 17   | +19.666   | 19º     | 7     |
| 10º  | 70  | Robin Mulhauser     | CIA Landlord Insurance Honda | Honda CBR600RR   | 17   | +19.857   | 15º     | 6     |
| 11º  | 44  | Roberto Rolfo       | Factory Vamag                | MV Agusta F3 675 | 17   | +25.464   | 22º     | 5     |
| 12º  | 83  | Lachlan Epis        | Response RE Racing           | Kawasaki ZX-6R   | 17   | +25.634   | 20º     | 4     |
| 13º  | 10  | Nacho Calero        | Orelac Racing VerdNatura     | Kawasaki ZX-6R   | 17   | +53.020   | 21º     | 3     |
| 14º  | 7   | Davide Pizzoli      | Race Department ATK#25       | MV Agusta F3 675 | 17   | +1'01.236 | 23º     | 2     |

#### Ritirati
| Nº  | Pilota              | Squadra                         | Motocicletta     | Giri | Griglia |
| --- | ------------------- | ------------------------------- | ---------------- | ---- | ------- |
| 65  | Michael Canducci    | Puccetti Racing Junior Team FMI | Kawasaki ZX-6R   | 13   | 17º     |
| 16  | Jules Cluzel        | CIA Landlord Insurance Honda    | Honda CBR600RR   | 11   | 1º      |
| 11  | Christian Gamarino  | Bardahl Evan Bros. Honda Racing | Honda CBR600RR   | 4    | 9º      |
| 144 | Lucas Mahias        | GRT Yamaha                      | Yamaha YZF R6    | 3    | 3º      |
| 39  | Chalermpol Polamai  | Yamaha Thailand Racing          | Yamaha YZF R6    | 2    | 2º      |
| 63  | Zulfahmi Khairuddin | Orelac Racing VerdNatura        | Kawasaki ZX-6R   | 2    | 5º      |
| 99  | Patrick Jacobsen    | MV Agusta Reparto Corse         | MV Agusta F3 675 | 2    | 11º     |

#### Squalificati
| Nº  | Pilota     | Squadra            | Motocicletta   | Giri | Tempo  | Griglia |
| --- | ---------- | ------------------ | -------------- | ---- | ------ | ------- |
| 111 | Kyle Smith | Gemar Team Lorini  | Honda CBR600RR | 17   | +0.234 | 6º      |
| 4   | Gino Rea   | Kawasaki Go Eleven | Kawasaki ZX-6R | 10   |        | 12º     |